# Malto
Malto (auch Kumarbhag Paharia, Sauria Paharia) ist eine im Norden Indiens gesprochene dravidische Sprache. Sie gehört zum norddravidischen Zweig dieser Sprachfamilie, somit ist ihr nächster Verwandter Kurukh. Malto wird von rund 225.000 Angehörigen des gleichnamigen Adivasi-Stamms hauptsächlich im Rajmahal-Bergland im Norden des indischen Bundesstaates Jharkhand, daneben in Westbengalen, Tripura und Orissa gesprochen.
Malto verfügt als Sprache der illiteraten Stammesbevölkerung über keine Schrifttradition und demnach auch über keine Standardvariante. Sofern Malto überhaupt geschrieben wird, geschieht dies in lateinischer oder Devanagari-Schrift. Die Sprache teilt sich in drei Hauptdialekte: Sawriya, Malpaharia und Kumarbhag. Die Malto-Sprecher leben äußerst isoliert im unwegsamen Terrain des Rajmahal-Berglandes, sodass die Außenwelt erst Ende des 18. Jahrhunderts von ihnen Notiz nahm. Die ersten Aufzeichnungen der Malto-Sprache stammen aus dem 19. Jahrhundert.